# Boris Podrecca
Boris Podrecca, slovensko-italijansko-avstrijski arhitekt, * 30. januar 1940, Beograd.
Ustvarjalec Podrecca velja za enega od pionirjev postmodernizma, vendar je s svojo arhitekturo in oblikovanjem presegel kakršnekoli stilne okvire. Živi in ustvarja na Dunaju in v Benetkah, v državah nekdanje Jugoslavije in drugod.

## Mladost
Rodil se je v Beogradu slovenskemu očetu in hrvaški materi. Vojno je mati z otrokom preživela v Ljubljani. Po 2. svetovni vojni se je družina preselila v Trst, kjer je Podrecca obiskoval slovensko osnovno in srednjo šolo. Med njegovimi vplivnimi učitelji je bil slikar Avgust Černigoj. Podrecca se je v mladosti ukvarjal z različnimi športi, predvsem s plavanjem (hrbtni slog) in nogometom (vratar).

## Študij in delo
V 60. letih 20. stoletja se je preselil na Dunaj, kjer je pričel s študijem kiparstva in za tem arhitekture na Tehniški univerzi na Dunaju. Kasneje je prestopil na umetniško akademijo. Na njej je leta 1968 diplomiral pod mentorstvom arhitekta Rolanda Rainerja. Njegov kiparski mentor je bil Fritz Wotruba.
Po diplomi je delal kot urbanist v Atenah in veliko potoval. Med letoma 1977 in 1981 je deloval kot asistent na Tehniški univerzi v Münchnu in nato kot gostujoči predavatelj na različnih univerzah: v Lausanneju, v Parizu, v Benetkah, v Filadelfiji, v Londonu, na Harvardu v Cambridgeu, v Bostonu in v Ljubljani. Med letoma 1988 in 2006 je bil redni profesor na Univerzi v Stuttgartu.
Uveljavil se je kot dunajski arhitekt in urbanist. Na Dunaju ima večji atelje z delavnico, v katerem deluje okoli 25 arhitektov. Med njimi so vedno tudi slovenski ustvarjalci. Znana je njegova dunajska stolpnica, postavljena ob prestopu v novo tisočletje. S svojimi deli, izrazito z oblikovanji trgov, je zaznamoval mesta v severni Italiji: Milano, Bergamo, Lugano, Verono, celo Sacile. Izjemne so njegove številne postavitve velikih razstav (npr. Plečnik v Parizu, Bidermajer na Dunaju, Plečnik v Ljubljani in v Gradcu). Pomembnejše kot razstave so bile posamezne prenove Plečnikovih arhitektur (kripta cerkve Sv. Duha in pritličje Zacherlove hiše, oboje na Dunaju). Med posebej prefinjenimi prenovami je ureditev notranjosti palače, galerije Pesaro v Benetkah.

## Glavna dela
- Lokal Platana, Kongresni trg, Ljubljana (1988)
- Galerija Dessa, Ljubljana (1987–1988)
- Tartinijev trg, Piran (1987–1989)
- Hotel Južni trg, Ljubljana (1989), ni izvedeno
- Slomškov trg, Maribor
- Prenova palače Univerze, Maribor
- Stanovanjski kompleks, Giudecca, Benetke (1995–2003)
- Socialna stanovanja, "In der Wiesen" (1996–2000)
- Vinska klet in krajinska ureditev, Novi Brič, Šmarje pri Kopru, (1998–2002)
- Žitni most[6], Ljubljana (2010)
- Hotel in kongresni center Mons[7], Ljubljana (2000–2004)
- Center Šumi, Ljubljana (2006–), ni bilo izvedeno
- Kulturni center, Ajdovščina (2010–)
- Galerija - Cerkev sv. Donata, Piran (1992)
- Ureditev glavnega trga, (s sodelavci) Idrija
- Millennium stolp, Dunaj (1999)
- Praterstern, Prater, Dunaj (2002–2008)
- PP1 project (skyscraper and "city cottages"), Padova (2010–)
- Center Cvijetni trg, Zagreb (2011)
- Hotel Falkensteiner,Beograd, Srbija (2012)
- Medicinska fakulteta, Maribor (2013)
- Muzej dragotin Štefanove cerkve, Dunaj (2017)
- Hotel Plaza, Ljubljana (tudi Sandi Trajkov) (2018)
- Postaja podzemne železnice San Pasquale, Neapelj (2024)

## Nagrade in priznanja
- 1986: Ordre des Arts et des Lettres (Francija)
- 1990: Kulturpreis für Architektur (Avstrija)
- 1991: Steletovo priznanje za prenovo nekdanje cerkve sv. Donata v Piranu (kot del ekipe)
- 1992: Plečnikova nagrada
- 2017: Častni član ZAPS
- 2020: zlati red za zasluge Republike Slovenije